# Dirk Hafemeister
Dirk Hafemeister, född den 17 februari 1958 i Berlin i Tyskland, död 31 augusti 2017 var en västtysk ryttare.
Han tog OS-guld i lagtävlingen i hoppning i samband med de olympiska ridsporttävlingarna 1988 i Seoul.